# Кобзевичи
Кобзевичи (бел. Кобзевiчы) — деревня в Ляденском сельсовете Червенского района Минской области.

## География
Располагается в 19 км к юго-востоку от райцентра, в 10 км северо-западнее ж/д станции Гродзянка, в районе деревни находится исток реки Болочанка.

## История
Населённый пункт впервые упоминается в XVIII веке. На 1795 год деревня в составе Игуменского уезда Минской губернии. На 1800 год принадлежала К. Завише, насчитывала 4 двора, где жили 34 человека. В 1845 году входила в состав имения Богушевичи, принадлежавшего Ч. Свенторжецкому. По данным Переписи населения Российской империи 1897 года деревня входила в состав Якшицкой волости, здесь было 16 дворов, проживали 122 человека. На начало XX века застенок в 20 дворов, 150 жителей. На 1917 год деревня, насчитывавшая 24 двора и 123 жителя. С февраля по декабрь 1918 года деревня была оккупирована немецкими войсками, с августа 1919 по июль 1920 — польскими. 20 августа 1924 года вошла в состав вновь образованного Горковского сельсовета Червенского района Минского округа (с 20 февраля 1938 — Минской области). Согласно переписи населения СССР 1926 года насчитывалось 39 дворов, где жили 149 человек. В 1930 году в деревне организовали колхоз «Красный борец», куда к 1932 году вошли 25 крестьянских дворов. На 1940 год насчитывалось 32 двора, проживали 198 человек. Во время Великой Отечественной войны деревня была оккупирована немецко-фашистскими захватчиками в июле 1941 года, 10 её жителей погибли на фронтах. Освобождена в июле 1944 года. 16 июля 1954 года передана в Ляденский сельсовет. На 1960 год здесь жили 90 человек. В 1980-е годы деревня относилась к совхозу «Горки», здесь работала животноводческая ферма. На 1997 год насчитывался 21 дом, 34 жителя, работал магазин. На 2024 4 постоянных жителя

## Население
- 1800 — 4 двора, 34 жителя.
- 1897 — 16 дворов, 122 жителя.
- начало XX века — 20 дворов, 150 жителей.
- 1917 — 24 двора, 123 жителя.
- 1926 — 39 дворов, 149 жителей.
- 1940 — 32 двора, 198 жителей.
- 1960 — 90 жителей.
- 1997 — 21 двор, 34 жителя.
- 2013 — 5 дворов, 5 жителей.
- 2024 – 4 жителя